# Ru Kuwahata
Ru Kuwahata (* 20. Jahrhundert) ist eine japanische Filmregisseurin, Drehbuchautorin und Animatorin für Kurzfilme.

## Karriere
Ru Kuwahata wurde in Japan geboren und besuchte von 2007 bis 2010 in New York City die Parsons The New School for Design und machte ihren Bachelor in Baltimore am Maryland Institute College of Art.
Kuwahata begann in dem Jahr 2008 im Filmstab zu arbeiten, so wirkte sie bei dem Fernsehfilm Classical Baby (I'm Grown Up Now): The Poetry Show als Animatorin mit. Ihr Regiedebüt gab sie 2010 bei dem Film Something Left, Something Taken, wofür sie zudem als Produzentin verantwortlich war und das Drehbuch verfasste. Diese Tätigkeiten übte sie zudem bei den Filmen Between Times und Perfect Houseguest aus. Für Kuwahatas Beteiligung an dem Film Negative Space erhielten sie und Max Porter bei der Oscarverleihung 2018 eine Oscarnominierung in der Kategorie Bester animierter Kurzfilm. Der Stop-Motion-Film wurde in Frankreich produziert, wurde aber im englischen Originalton aufgenommen. Die Oscar-Auszeichnung erhielten jedoch Glen Keane und Kobe Bryant für ihren Kurzfilm Dear Basketball, der die Kindheitsträume bis hin zur 20-jährigen Karriere von Bryant zeigt.
2018 wurde sie in die Academy of Motion Picture Arts and Sciences berufen, die jährlich die Oscars vergibt.
Sie und Porter leben in Baltimore, wo sich auch der Firmensitz ihres Animationsstudio Tiny Inventions befindet. Zusammen arbeiten beide auch an Werbespots unter anderem für Ben & Jerry’s.

## Filmografie
- 2010: Something Left, Something Taken
- 2014: Between Times
- 2016: Perfect Houseguest
- 2017: Negative Space